# Andrzej Józwowicz
Andrzej Józwowicz, né le 14 janvier 1965 à Boćki, est un prélat catholique polonais.

## Biographie
Józwowicz naît le 14 janvier 1965 à Boćki, dans l’Est de la Pologne. Il est ordonné prêtre le 24 mai 1990 après avoir étudié la théologie et la philosophie à Varsovie. Il est détenteur d’un doctorat en droit civil et canonique de l’université pontificale du Latran.
Pour rentrer dans une carrière diplomatique, il intègre à l’Académie pontificale ecclésiastique en 1995 ; il y apprend le français, l’anglais, l’italien, le portugais et le russe. Deux ans plus tard, il entre dans le service diplomatique du Saint-Siège ; il sert au Mozambique (en), en Thaïlande (en), à Singapour (en), au Cambodge (en) et en Hongrie avant de devenir secrétaire de la nonciature apostolique en Russie en 2012. En 2017, il est nommé nonce apostolique au Rwanda avant de devenir nonce apostolique en Iran (en) en juin 2021.